# یاسین حدو
یاسین حدو (انگلیسی: Yassine Haddou؛ زادهٔ ۲۱ مهٔ ۱۹۸۹) بازیکن فوتبال اهل مراکش است.
از باشگاه‌هایی که در آن بازی کرده‌است می‌توان به باشگاه فوتبال نیم المپیک، باشگاه فوتبال المپیک اسفی، و باشگاه ورزشی آمیان اشاره کرد.
وی همچنین در تیم ملی فوتبال زیر ۲۰ سال مراکش بازی کرده‌است.